# جيوفاني مارتينيلي
جيوفاني مارتينيلي (بالإيطالية: Giovanni Martinelli)‏ هو مغني ومغني أوبرا إيطالي، ولد في 22 أكتوبر 1885 في مونتاجنانا في إيطاليا، وتوفي في 2 فبراير 1969 في مستشفى ماونت سيناي وست ‏ في الولايات المتحدة.

## وصلات خارجية
- الموقع الرسمي
- جيوفاني مارتينيلي على موقع IMDb (الإنجليزية)
- جيوفاني مارتينيلي على موقع ميوزك برينز (الإنجليزية)
- جيوفاني مارتينيلي على موقع أول ميوزيك (الإنجليزية)
- جيوفاني مارتينيلي على موقع ديسكوغز (الإنجليزية)
- جيوفاني مارتينيلي على موقع قاعدة بيانات الفيلم (الإنجليزية)